# 미국 농구 연맹

미국 농구 연맹(USA Basketball, USAB)은 미국의 농구, 스트리트볼 종목 행정을 총괄하는 스포츠 행정 기구이다. 국제 농구 연맹(FIBA) 및 FIBA 아메리카, 미국 올림픽 패럴림픽 위원회(USOC)의 산하에 있으며, 국가 대표팀을 총괄하고 있다.

## 같이 보기
- 미국 농구 국가대표팀
- 미국 여자 농구 국가대표팀
- 전미 농구 협회
- 전미 여자 농구 협회
- NBA G 리그
- 전미 대학 체육 협회